# Papagaio-verdadeiro
Amazona aestiva (L.), comumente conhecido como papagaio-verdadeiro é uma ave da família dos psitacídeos, nativa do Brasil oriental.

## Nomes comuns e etimologia
O nome "papagaio-verdadeiro" foi selecionado como nome vernáculo técnico para a espécie pelo Comitê Brasileiro de Registros Ornitológicos. Além deste nome, esta espécie dá ainda pelos seguintes nomes comuns: ajuruetê, papagaio-grego, ajurujurá, curau, papagaio-comum, papagaio-curau, papagaio-de-fronte-azul, papagaio-boiadeiro, trombeteiro e louro
Sobre a origem dos nomes, "ajuruetê" vem do tupi ayurue'tê, "ajuru verdadeiro". "Papagaio-de-fronte-azul" é uma referência a sua fronte azul.

## Descrição
O papagaio-verdadeiro é principalmente um papagaio verde com cerca de 37centímetros de comprimento e pesa cerca de 400 gramas. Tem penas azuis na testa, acima do bico e amarelo na cara e coroa. Distribuição do azul e amarelo varia muito. A cor da íris dos adultos é amarelo-laranja no macho ou vermelho-laranja na fêmea. Se destaca um fino anel externo vermelho. Os imaturos têm a íris uniformemente acastanhada. O bico é negro no macho adulto. É uma das espécies de aves mais inteligentes do planeta, com um Quociente de inteligência comparável à de humanos de 3 a 5 anos de idade, tanto que os papagaios-verdadeiros costumam repetir o que ouvem de seus donos. Eles também possuem expectativa de vida de oitenta anos.

## Raças geográficas
Existem duas raças geográficas: Amazona aestiva, com asa vermelha, no Brasil oriental, e A. aestiva xanthopteryx, com penas pequenas superiores e a cabeça amarelas.
Além disso, há importantes variações individuais em ambas as raças, como o padrão facial e da quantidade de cor amarela e vermelha no ombro. As espécies com essencialmente nenhum amarelo na cabeça e o ombro totalmente verde são conhecidos de norte-oeste da Argentina.

## Habitação e distribuição geográfica
É encontrado  na Bolívia, Paraguai e norte da Argentina. No Brasil a ave pode ser encontrada em vários , especialmente nas regiões de mata atlântica e floresta amazônica. Alguns estados onde eles podem ser avistados incluem Amazonas, Pará, Mato Grosso, Bahia e Rio de Janeiro. No entanto, é importante observar que a perda de habitat e o tráfico ilegal de animais representam sérias ameaças à sua população em todo o país.
Desde a década de 1990, tem sido observado com crescente frequência na Grande São Paulo. Provavelmente, escapes de cativeiros contribuíram para isso, mas é certo que estas aves têm se adaptado e se reproduzido na capital paulista.

## Estado de conservação

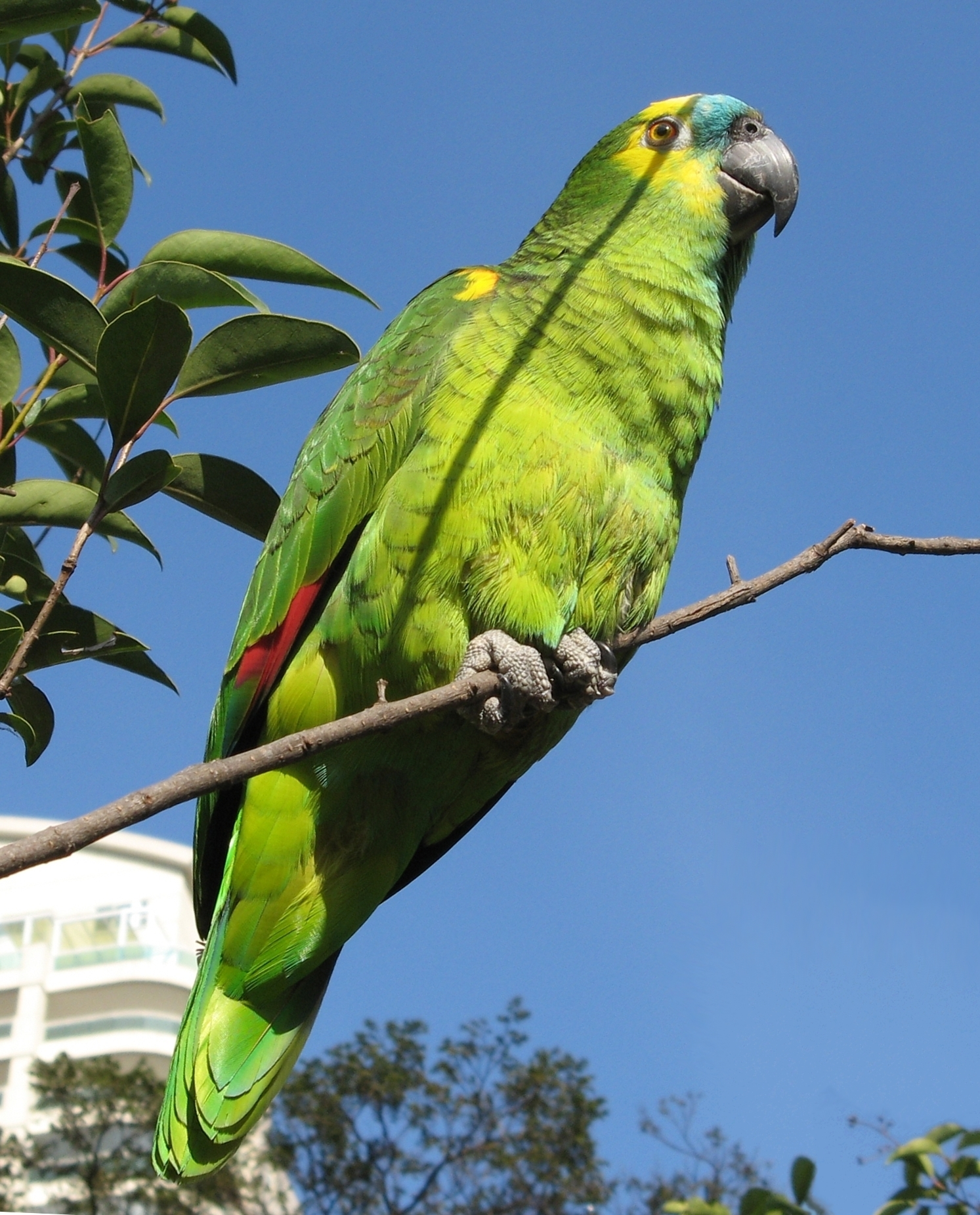
Ave em São Paulo, no Brasil.

A situação desta espécie é avaliada como pouco preocupante pela BirdLife International. Continua a ser comum em toda uma parte significativa da sua área e não há evidência de um declínio da população, apesar da espécie estar sendo fortemente negociada: desde 1981, quando foi cotada na Convenção sobre o Comércio Internacional das Espécies da Fauna e da Flora Silvestres Ameaçadas de Extinção no Apêndice II, 413 505 indivíduos selvagens capturados foram registados no comércio internacional. A a espécie é uma praga agrícola na sua região nativa.
Paradoxalmente, o comércio ilegal pode ter contribuído para a expansão da gama deste papagaio. Está se tornando comum, por exemplo, no Rio de Janeiro, que não é uma parte da sua região histórica, o que é atribuído ao escapamento da espécie do cativeiro. Os papagaios são capturados clandestinamente e transportados para serem vendidos ilegalmente. A única maneira legal de possuir essa e outras aves da fauna brasileira é possuindo uma ave com anilha, documento e ter a permissão do Instituto Brasileiro do Meio Ambiente e dos Recursos Naturais Renováveis. Além da captura, se perdem ovos e muitos filhotes morrem no ato da retirada das aves dos ninhos, pois frequentemente derruba-se a árvore, eliminando assim também os locais favoráveis para reprodução, como exemplo, as palmeiras velhas, que são os melhores locais para essas aves procriarem.

## Alimentação
Sua alimentação na natureza é a base de castanhas, frutas silvestres e sementes, principalmente leguminosas. Em cativeiro são oferecidos, além da ração comercial, frutos, sementes e vegetais, uma simulação de alimentação balanceada com todos os nutrientes necessários para uma vida saudável em cativeiro, quando filhotes, em cativeiro, precisam de cuidado redobrado, pois é necessária a monitorização da alimentação que deve ser dada diretamente no bico, até que ele tenha a capacidade de se alimentar sozinho.
Na natureza, procuram seu alimento tanto nas copas das árvores mais altas, como em certos arbustos frutíferos. Ao subirem na ramaria, utilizam o bico como um terceiro pé; usam as patas para segurar a comida, levando à boca. Gostam mais das sementes do que da polpa da frutas. São atraídos por árvores frutíferas como mangueiras, jabuticabeira, goiabeiras, laranjeiras e mamoeiros.

## Galeria

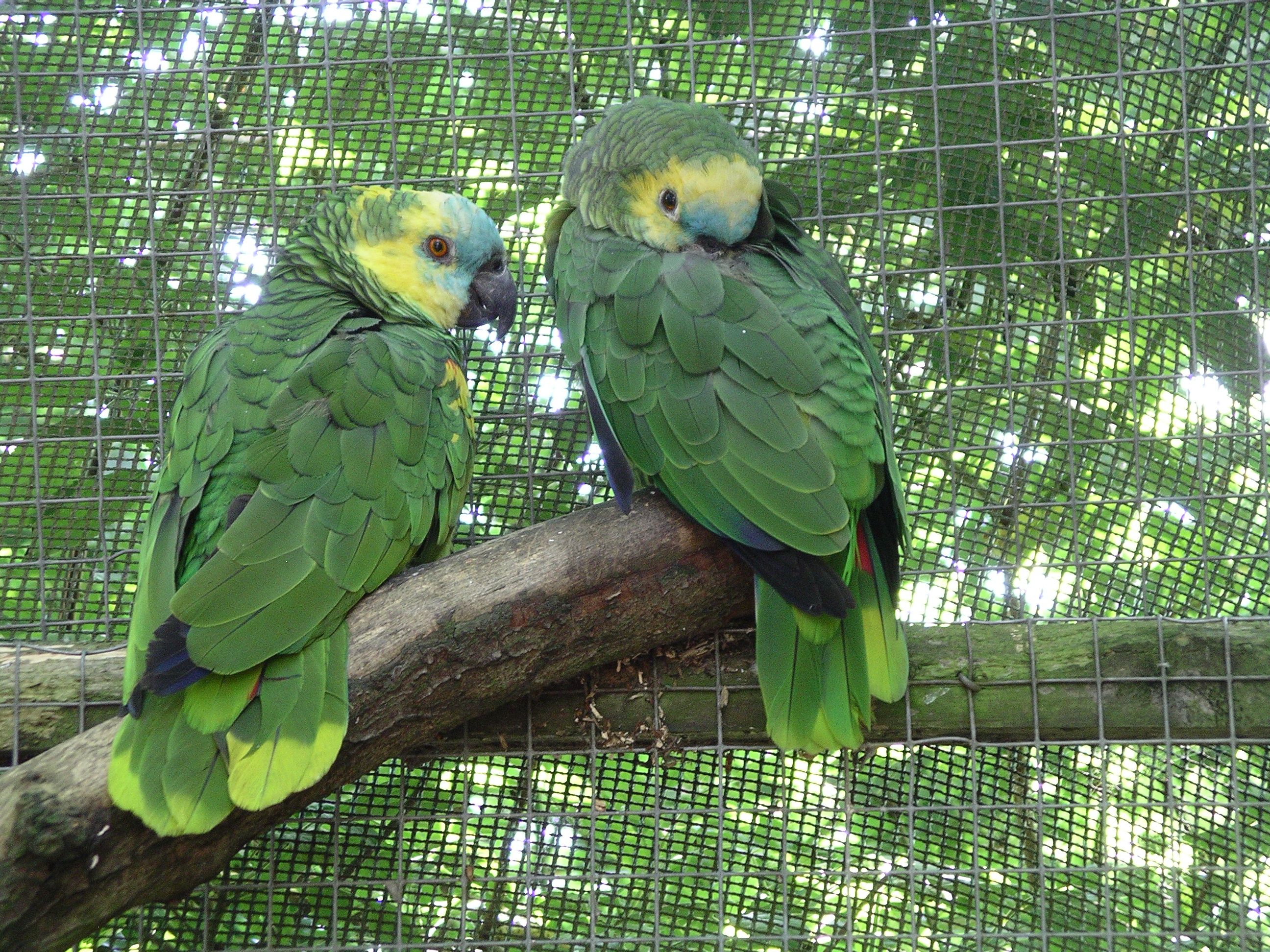
Papagaios-verdadeiros no Tropical Birdland, em Leicestershire, na Inglaterra
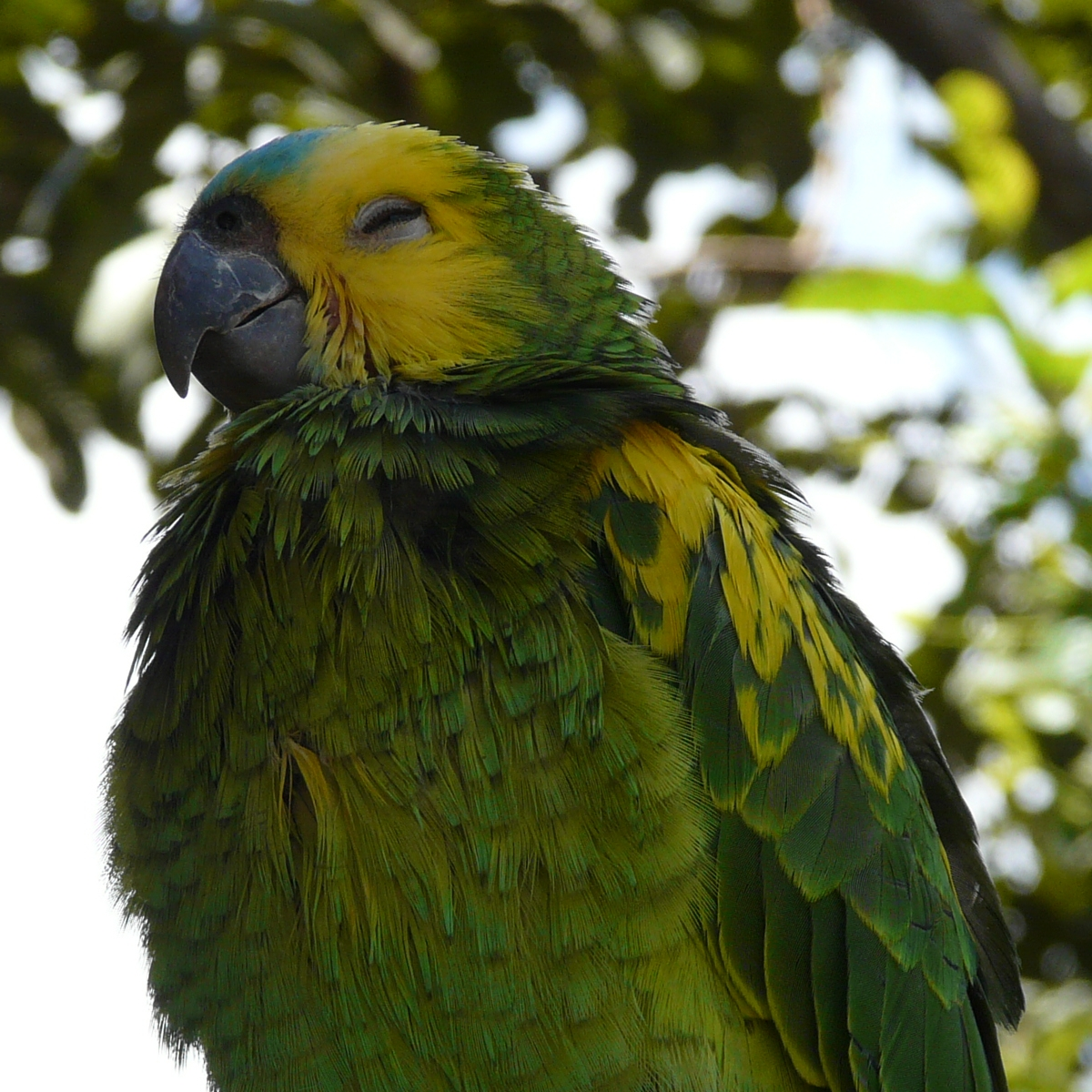
A. a. xanthopteryx
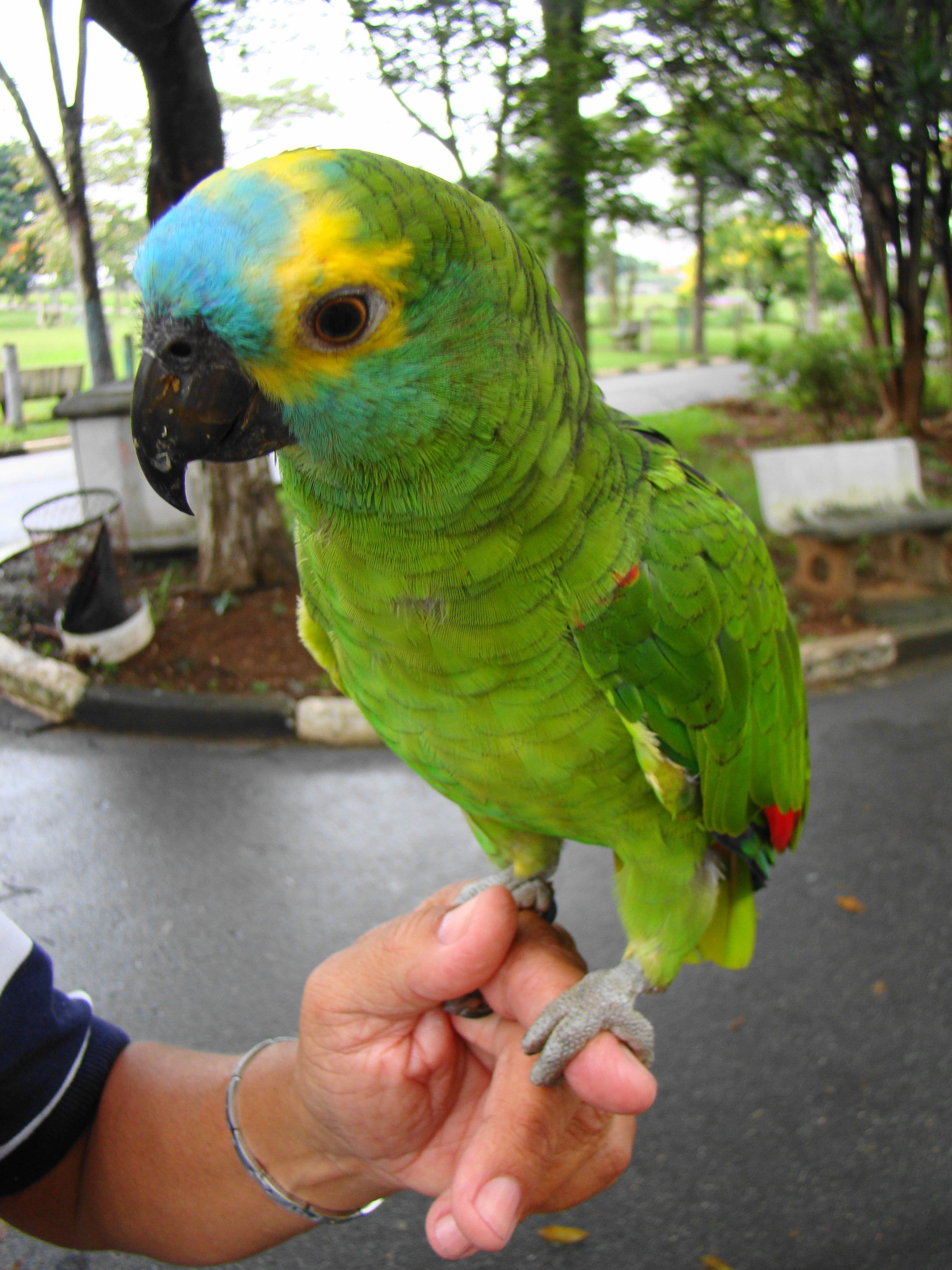
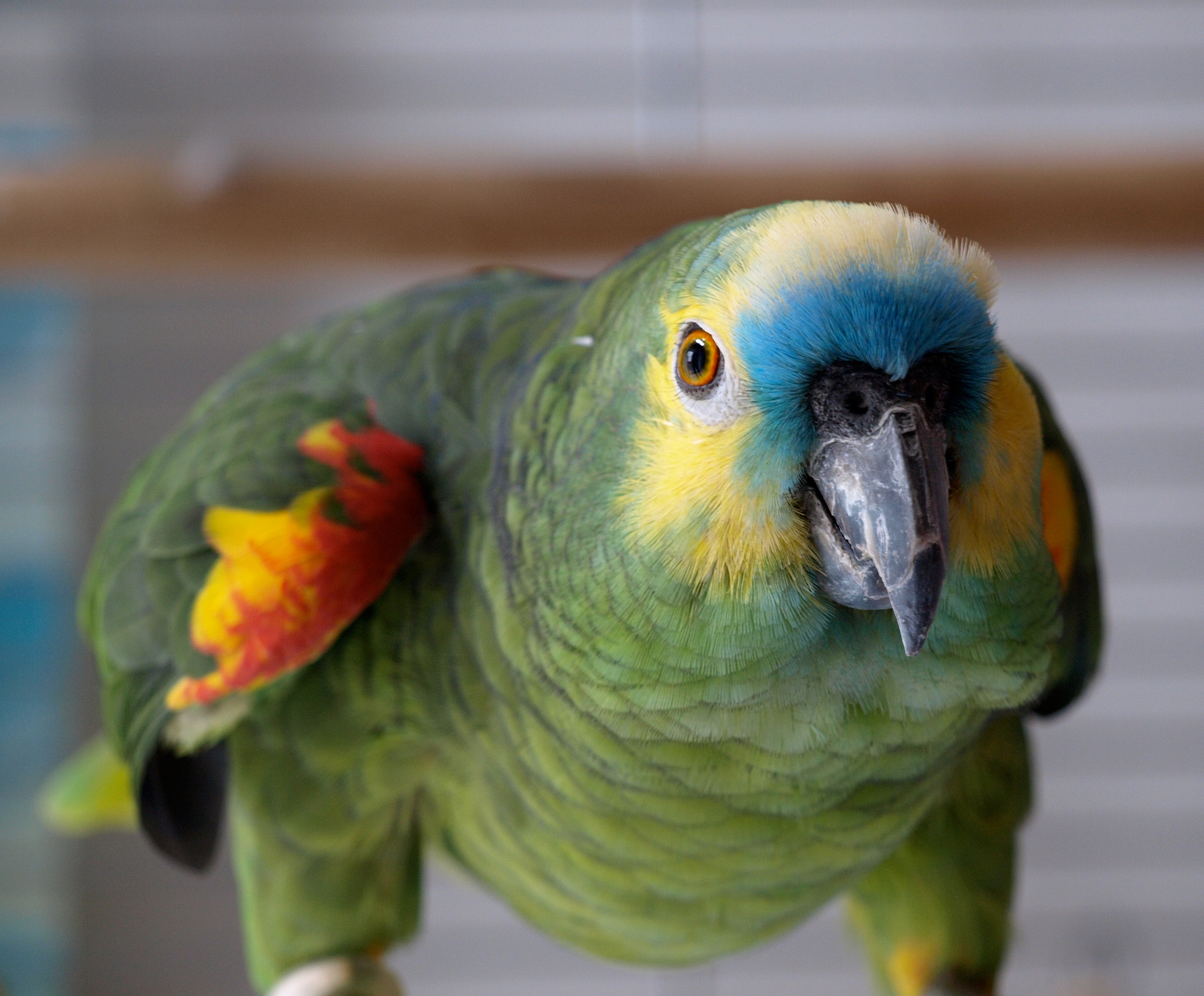
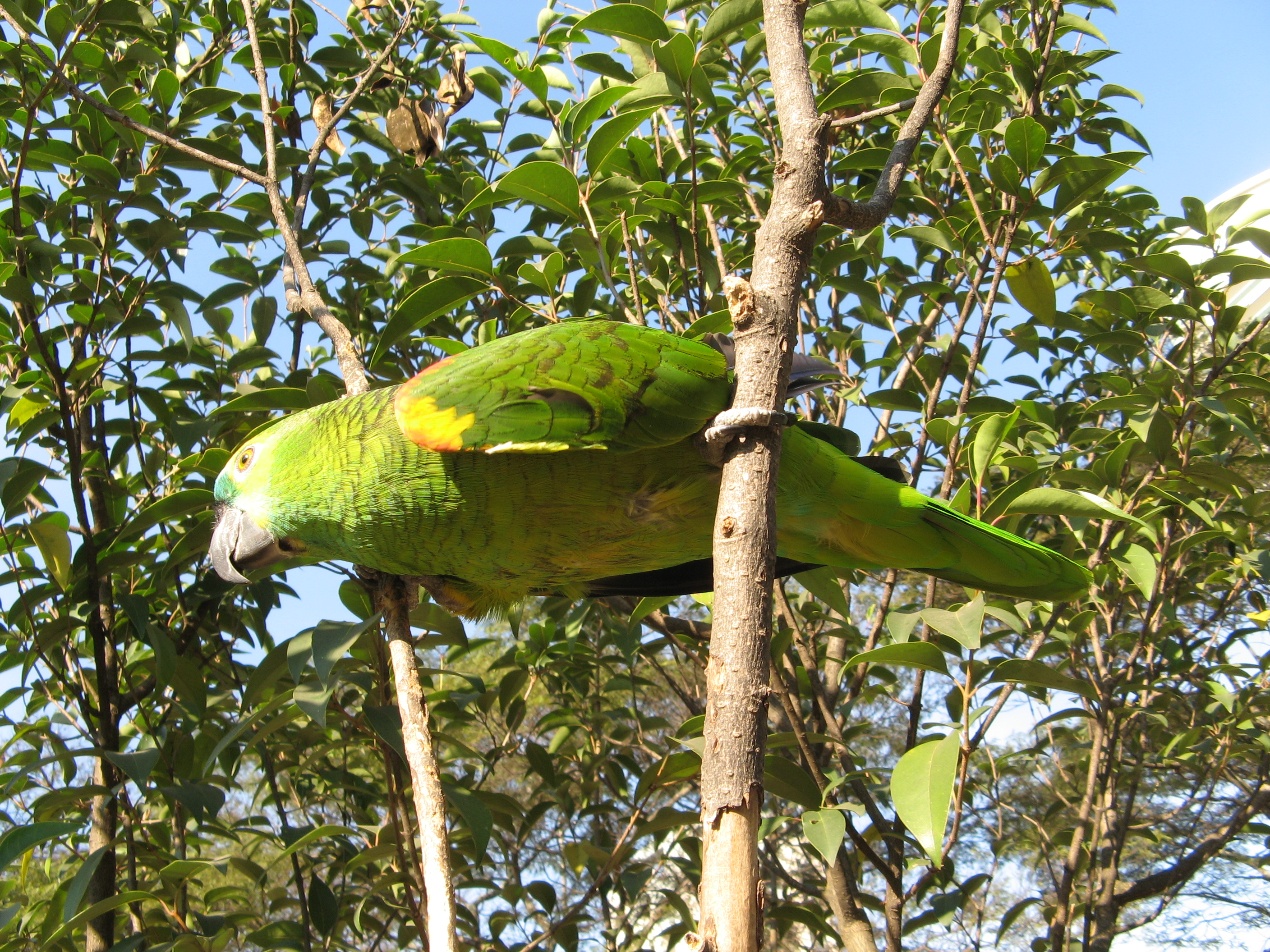
Numa árvore no Brasil
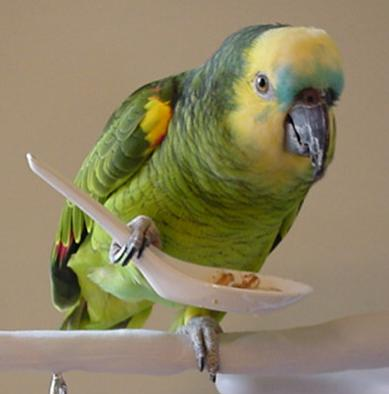
Papagaio-verdadeiro comendo.
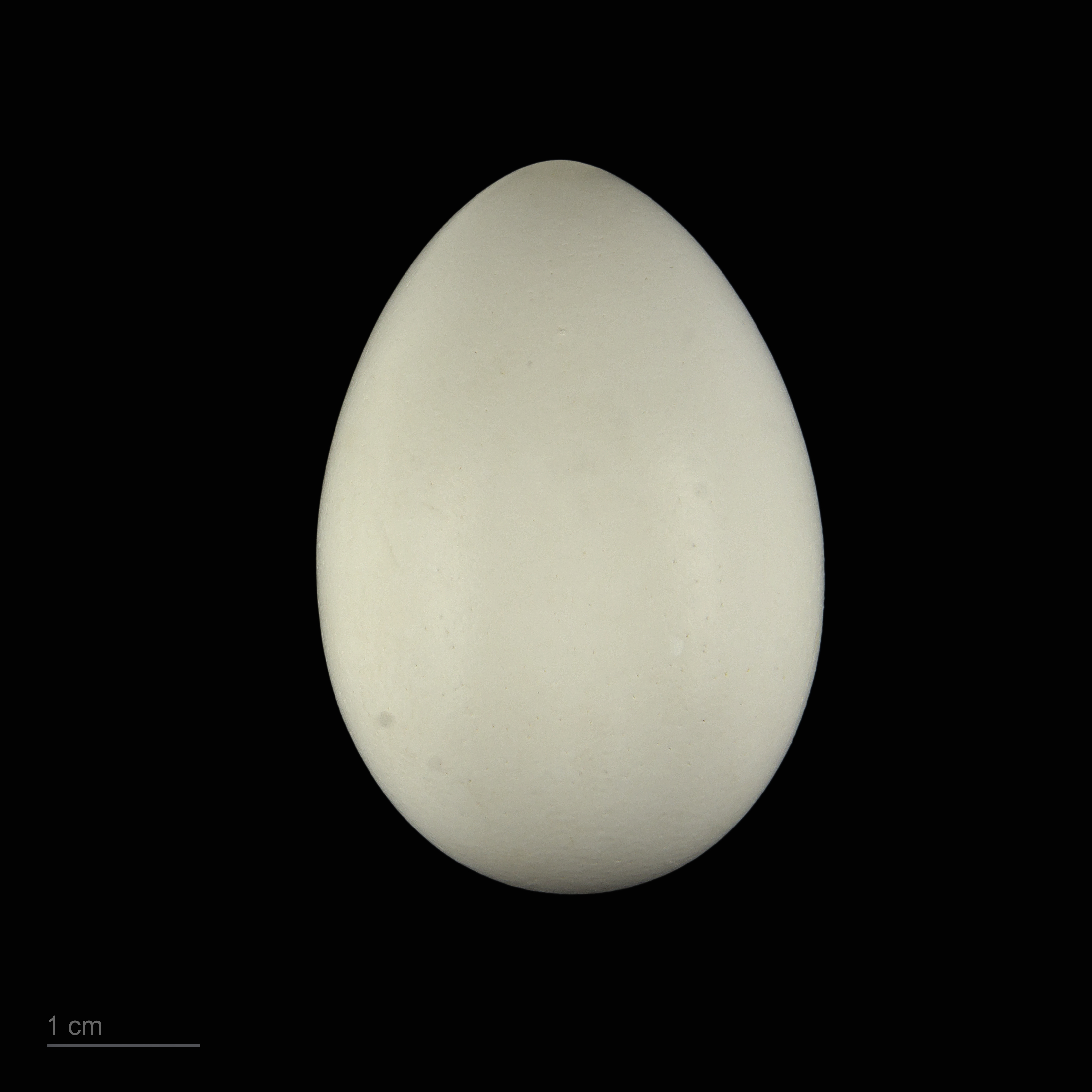
Amazona aestiva - MHNT

## Cultura Popular
- Devido à sua característica de imitar a voz humana, essa espécie de papagaio é um dos temas recorrentes em piadas e charadas no Brasil.
- Os personagens Zé Carioca da Disney e o boneco Louro José do programa Mais Você da Rede Globo são inspirados nesta ave
- Costuma aparecer em filmes, quadrinhos e desenhos animados cujo enredo envolve piratas